# Filisc de Rodes
Filisc de Rodes (en llatí Philiscus, en grec antic Φιλίσκος) fou un escultor grec que se suposa que va ser actiu al segle ii aC.
Algunes de les seves obres van ser col·locades al temple d'Apol·lo que hi havia al costat del pòrtic d'Octàvia a Roma, incloent una estàtua del mateix deu, una de Latona, una de Diana, les nou muses i altres. Dins del pòrtic, al temple de Juno, hi havia una estàtua de Venus també feta per ell. No se sap del cert si va fer les estàtues quan Metel va erigir el temple l'any 146 aC o quan va ser restaurat per August al final del segle i aC.